# معادلات الموجة النسبية
قبل ظهور نظرية المجال الكمي حاول علماء الفيزياء صياغة معادلة شرودنجر للتتوافق مع النسبية الخاصة وسميت هذه المعادلات معادلات الموجة النسبية (بالإنجليزية: Relativistic wave equations)‏
حيث قام إروين شرودنغر بوضع أول معادلة من معادلات الموجة النسبية وسميت هذه المعادلة معادلة كلاين-غوردون، إلا أن هذه المعادلة تعطي نتائج خاطئة عند حساب طاقة مستويات ذرة الهيدروجين .

## قائمة معادلات الموجة النسبية
فيما يلي قائمة معادلات الموجة النسبية مصنفة حسب اللف المغزلي :

### اللف المغزلي صفر
معادلة كلاين-غوردون:يصف اللف المغزلي لجسيمات عديمةالكتلة (مثل بوزون غولدستون) أو ذات كتلة ضخمة (مثل بوزون هيغز)
{\displaystyle (\hbar \partial _{\mu }+imc)(\hbar \partial ^{\mu }-imc)\psi =0}

### الف المغزلي 1/2
معادلة فايل : يصف اللف المغزلي لجسيمات عديمة الكتلة
معادلة ديراك: يصف اللف المغزلي لجسيم ذو كتلة مثل الإلكترون
{\displaystyle \left(i\hbar \partial \!\!\!/-mc\right)\psi =0}
معادلة ماجورانا: تصف جسيمات ماجوران الضخمة
{\displaystyle i\hbar \partial \!\!\!/\psi -mc\psi _{c}=0}
معادلة بريت :تصف اللف المغزلي لكتلتين ضخمتين مثل الإلكترون .

### اللف المغزلي 1
معادلات ماكسويل : يصف اللف المغزلي للجسيمات عديمة الكتلة مثل الفوتون
معادلة بروكا: يصف اللف المغزلي لجسيمات ذات كتلة كبيرة مثل بوزونات دبليو و زد
{\displaystyle \partial _{\mu }(\partial ^{\mu }A^{\nu }-\partial ^{\nu }A^{\mu })+\left({\frac {mc}{\hbar }}\right)^{2}A^{\nu }=0}

### مجالات القياس
فيما يلي معادلات تصف مجال القياس فيما عدا مجال ابيليان
معادلة يانغ–ميلز
معادلة يانغ–ميلز-هيغز: يصف مجال قياس جسيم ذو كتلة ضخمة لفها المغزلي صفر
معادلة كيمر:معادلة بديلة لجسيم لفه المغزلي =1

### لف مغزلي 3/2
معادلة راريتا- شوينغر :تصف اللف المغزلي لجسيم ذو كتلة ضخمة
{\displaystyle \epsilon ^{\mu \nu \rho \sigma }\gamma ^{5}\gamma _{\nu }\partial _{\rho }\psi _{\sigma }+m\psi ^{\mu }=0}

### لف مغزلي 2
معادلة مجال اينشتاين:يصف تفاعل المادة-عديمة الكتلة- مع المجال المغناطيسي
{\displaystyle R_{\mu \nu }-{1 \over 2}Rg_{\mu \nu }+\Lambda g_{\mu \nu }={8\pi }T_{\mu \nu }}